# Stoltera bei Rostock
Stoltera bei Rostock este o arie protejată (arie specială de conservare — SAC, sit de importanță comunitară — SCI) din Germania întinsă pe o suprafață de 83 ha, integral pe uscat.

## Localizare
Centrul sitului Stoltera bei Rostock este situat la coordonatele 54°10′32″N 12°01′52″E / 54.1756°N 12.0311°E.

## Înființare
Situl Stoltera bei Rostock a fost declarat sit de importanță comunitară în aprilie 2004 pentru a proteja 1 specie de animale. Situl a fost protejat și ca arie specială de conservare în august 2016.

## Biodiversitate
Situată în ecoregiunea continentală, aria protejată conține 5 habitate naturale: Recifuri, Vegetație anuală la limita mareei, Faleze cu vegetație de pe coastele atlantice și baltice, Lacuri eutrofice naturale cu vegetație de tip Magnopotamion sau Hydrocharition, Păduri de fag Asperulo-Fagetum.
La baza desemnării sitului se află o specie protejată de  amfibieni: triton cu creastă (Triturus cristatus)